# Messier 49
Messier 49 (numit de asemenea NGC 4472) este o galaxie eliptică strălucitoare de 8,3 mag, cu o suprafață de 10,2 '× 8,3' în constelația Fecioara. 
Messier 49 a fost prima galaxie găsită a Roiului Fecioarei. Obiect ceresc face parte din Catalogul Messier, întocmit de astronomul francez Charles Messier. A fost descoperită la 19 februarie 1771 de Charles Messier.

## Caracteristici
M49 este una dintre cele mai strălucitoare galaxii din Roiul Fecioarei cu o magnitudine aparentă de 8,5 corespunzând unei magnitudini absolute de circa -22,8 pentru o distanță estimată de 17,5 ± 1,16 mpc (∼57,1 milioane de de ani-lumină. Este una dintre galaxiile eliptice gigante din acest roi (împreună cu M60 și M 87, clasată de tip E4 în secvența Hubble. Extensia sa de 9x7,5 minute de arc corespunde unui elipsoid a cărui proiecție a axei mari ar fi aproape de 160.000 de ani-lumină, adică este vorba, într-adevăr, de un elipsoid mare (nu se cunoaște extensia reală urmând linia noastră de vedere, cu atât mai puțin, de altfel, orientarea spațială a axelor).
O probabilă supernovă, 1969Q (cu magnitudinea aparentă +13), a fost semnalată în această galaxie în iunie 1969.